# Emiri Hihara
Emiri Hihara (jap. 日原恵美理, Hihara Emiri; * um 1970) ist eine ehemalige japanische Badmintonspielerin. 

## Karriere
Emiri Hihara gewann bei den Welthochschulmeisterschaften 1992 Gold im Damendoppel mit Takako Ida und Bronze im Mixed mit Hideaki Motoyama. Ein Jahr später wurde sie Dritte im Dameneinzel bei den nationalen Titelkämpfen in Japan.

## Sportliche Erfolge
| Saison | Veranstaltung                     | Disziplin   | Platz | Name                            |
| ------ | --------------------------------- | ----------- | ----- | ------------------------------- |
| 1992   | Weltmeisterschaften der Studenten | Damendoppel | 1     | Emiri Hihara / Takako Ida       |
| 1992   | Weltmeisterschaften der Studenten | Mixed       | 3     | Hideaki Motoyama / Emiri Hihara |
| 1993   | Japanische Meisterschaft          | Dameneinzel | 3     | Emiri Hihara                    |

## Referenzen
- Emiri Hihara beim Badminton-Weltverband

| Personendaten    | Personendaten                 |
| ---------------- | ----------------------------- |
| NAME             | Hihara, Emiri                 |
| ALTERNATIVNAMEN  | 日原恵美理                    |
| KURZBESCHREIBUNG | japanische Badmintonspielerin |
| GEBURTSDATUM     | um 1970                       |